# کازویا کامه ناشی
کازویا کامه ناشی (انگلیسی: Kazuya Kamenashi؛ زادهٔ ۲۳ فوریهٔ ۱۹۸۶)
ایدل ژاپنی، خواننده و ترانه سرا، بازیگر، شخصیت تلویزیونی، تولید کننده، میزبان رادیویی و مدل است. او متولد و بزرگ شده در ادوگاوا، توکیو، در سن ۱۲ سالگی به آژانس استعداد ژاپنی، جانی و همکارانش پیوست. وی از سال ۱۹۹۸ میلادی تاکنون مشغول فعالیت بوده‌است.